# Percolozoa
Embranchement
Taxons de rang inférieur
- Voir le texte

Position phylogénétique
Eukaryota
- Excavata
  - c.n.n.
    - Malawimonadidea
    - Metamonada
      - Anaeromonada
        - Trimastigida
        - Oxymonadida

      - Trichozoa
        - Fornicata
        - Parabasalia

  - Discoba
    - Jakobea
    - Discicristata
      - Euglenozoa
      - Percolozoa

Les percolozoaires ou (Heterolobosea) sont des organismes vivants unicellulaires pourvus d'un noyau. Ce sont donc des Eucaryotes. À l'inverse des autres Eucaryotes, ils ne possèdent pas d'appareil de Golgi.

## Caractéristiques propres au taxon
Les percolozoaires présentent la particularité de pouvoir alterner forme amiboïde dans les milieux solides et forme flagellée dans les milieux liquides. De plus dans certaines conditions, l'amibe peut s'enkyster.
Selon l'espèce c'est l'une ou l'autre des deux formes qui prédomine.

## Écologie
Beaucoup d'espèces vivent dans les milieux riches en matière organique. Certaines sont parasites.
Les pseudociliés mènent une vie benthique, dans les interstices des sédiments marins.

## Classification
- Macropharyngomonadidea
  - Macropharyngomonadida
- Lyromonadidea
  - Plaesiobystrida
  - Gruberellida
  - Psalteriomonadida
- Paravahlkampfiidea
  - Paravahlkampfiida
- Heterolobosidea
  - Neovahlkampfiida
  - Acrasida
  - Schizopyrenida

## Liste d'espèces de percolozoaires parmi les 20 connues
- Naegleria fowleri
- Naegleria gruberi
- Tetramitus rostratus
- Vahlkampfia magna

### Référence bibliographique
- Classification phylogénétique du vivant par Guillaume Lecointre et Hervé Le Guyader aux éditions Belin